# 佐々克明
佐々 克明（さっさ かつあき、1926年（大正15年）8月9日 - 1986年（昭和61年）10月20日）は、日本のジャーナリスト、作家。「東アジアの古代文化を考える会」会員。 

## 来歴・人物
政治学者・佐々弘雄の長男として、福岡県福岡市に生まれる。警察官僚の佐々淳行は弟、女性運動家で参議院議員の紀平悌子は妹、母方の祖父に図書館学者・和田万吉がいる。
成蹊高等学校を経て新潟医科大学中退、1949年東京大学法学部を卒業後、朝日新聞社に入社。社会部などに勤務したが、1981年退社。
朝日新聞社在職中から歴史関係のライターとして活動。退社後はビジネス書も執筆したほか、朝日を批判する『病める巨象・朝日新聞私史』も上梓した。
1986年10月20日、心不全のため都内の病院で死去。60歳没。

## 著書
| - 『まぼろしの帰雲城』新人物往来社、1972年。 - 『織田信長』新人物往来社、1973年。 - 『天皇家はどこから来たか』二見書房、1976年。 - 『下剋上の王者』思索社、1977年9月。 - 『戦国参謀』産業能率大学出版部、1980年8月。 改題『戦国参謀 戦略眼を現代に生かす』三笠書房・文庫、1984年。 - 『「日本国」以前』学芸書林、1980年1月。 - 『徳川家康』新人物往来社、1981年6月。 - 『一言一史』大和書房、1981年3月。 - 『信長・秀吉・家康の人間管理』産業能率大学出版部、1981年。 改題『人を動かす方法 信長・秀吉・家康に学ぶ』三笠書房・文庫、1989年。 - 『信長・秀吉・家康の戦略戦術』産業能率大学出版部、1981年7月。三笠書房・文庫、1989年、新版1995年 - 『変革期型リーダーの条件』PHP研究所、1982年9月。 - 『Z計画1985』立風書房、1982年7月。 - 『参謀型リーダーの時代』PHP研究所、1982年8月。 - 『家康・秀吉・信長の経営戦略』ダイヤモンド社、1983年2月。 - 『関ケ原 生き残りの戦略戦術』産業能率大学出版部、1983年1月。 - 『家康の経営手腕』産業能率大学出版部、1983年2月。 - 『秀吉の経営手腕』産業能率大学出版部、1983年7月。 - 『躱して勝つ 歴史に学ぶビジネスマン危機管理』廣済堂出版、1983年11月。 - 『明治リーダーの戦略戦術』ダイヤモンド社、1983年12月。 - 『病める巨象・朝日新聞私史』文藝春秋、1983年6月。 | - 『養老元年の編集会議』PHP研究所、1983年12月。 - 『妥協のしかた』日新報道、1984年3月。 - 『超優良企業型帝王学』徳間書店、1984年2月。 - 『ビジネス・ヒーローの帝王学』東洋経済新報社、1984年8月。 - 『西郷隆盛はなぜ敗れたか』新人物往来社、1984年10月。 - 『昭和の宰相を総決算する』ダイヤモンド社、1985年7月。 - 『明治リーダーの帝王力学』産業能率大学出版部、1985年2月。 改題『西郷隆盛と維新の英傑たち』三笠書房・文庫、1989年 - 『孫子のビジネス訓』永岡書店、1985年7月。 - 『帰雲城大崩壊 眠れる黄金の城』書苑、1985年11月。 - 『敗因を読む1 連合艦隊の崩壊』二見書房、1985年11月。 - 『戦国帝王学』三笠書房、1986年5月。 - 『参謀と演出』三笠書房、1986年10月。 - 『二代目の帝王学』二見書房、1986年11月。 - 『報告書・レポートのまとめ方』三笠書房・文庫、1987年5月。 |